# Ёlki 2
Ёlki 2 (Ёлки 2) è un film del 2011 diretto da Dmitrij Kiselёv, Aleksandr Baranov, Aleksandr Kott.

## Trama
Poco prima del nuovo anno, Boris perde la memoria e l'unico indizio che può aiutare è una strana iscrizione sul suo braccio. Allo stesso tempo, il capitano della polizia sta cercando di separare sua figlia e il suo ragazzo, i due estremisti e la nonna si stanno preparando di nuovo per l'avventura e Vera Brežneva fa impazzire Bondarev, un ex tassista.